# Вінні ван Верденбурґ
Вінні ван Верденбурґ (нід. Winnie van Weerdenburg, 1 жовтня 1946 — 27 жовтня 1998) — нідерландська плавчиня.
Бронзова медалістка Олімпійських Ігор 1964 року.